# Kay Kyser
James Kern Kyser (Rocky Mount, 18 de junho de 1905 - Chapel Hill, 23 de julho de 1985), conhecido como Kay Kyser, foi um líder de banda americano e personalidade de rádio das décadas de 1930 e 1940.

## Primeiros anos
James Kern Kyser nasceu em Rocky Mount, Carolina do Norte, filho dos farmacêuticos Emily Royster (née Howell) e Paul Bynum Kyser. O jornalista e editor de jornais Vermont C. Royster era primo. Kyser se formou na Universidade da Carolina do Norte em Chapel Hill com um diploma de Bacharel em Artes. Ele também era presidente de classe sênior.
Devido à sua popularidade e entusiasmo como líder de torcida, ele foi convidado por Hal Kemp para assumir o cargo de líder de banda quando Kemp se aventurou no norte para continuar sua carreira. Ele começou a ter aulas de clarinete, mas era melhor como locutor divertido do que como músico. Ele adotou a inicial do nome do meio como parte do nome artístico, por seu efeito aliterativo.

## Carreira

### O Kollege de Conhecimento Musical de Kay Kyser

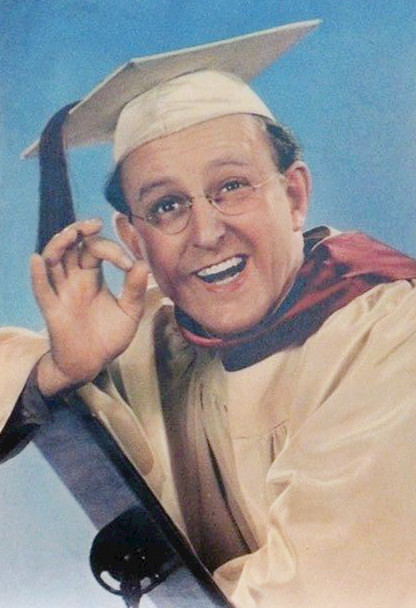
Kyser como o "Ol 'Perfessor" em 1942

Muito antes de seu sucesso nacional, Kyser gravou duas sessões para Victor no final da década de 1920 (Camden, Nova Jersey em novembro de 1928 e Chicago no início de 1929). Eles foram lançados na série V-40000 de Victor, dedicada à música country e a bandas de dança regionais. Após a formatura, Kyser e sua banda, que incluíam Sully Mason no saxofonista e arranjador George Duning, visitaram restaurantes e boates do Centro-Oeste e gradualmente construíram uma sequência.
Eles eram populares no restaurante Blackhawk de Chicago, onde Kyser criou um ato que combinava um questionário com música que se tornou "Kollege of Knowledge Musical de Kay Kyser". O ato foi transmitido no Mutual Broadcasting System em 1938 e depois transferido para a NBC Radio de 1939 a 1949. O show subiu nas classificações e gerou muitos imitadores. Kyser liderou a banda como "The Ol 'Perfessor", pronunciando frases de efeito, algumas com um certo grau de termos em inglês da América do Sul: "Isso mesmo - você está errado", "Até gente, como vocês estão?" e "Vamos lá, chillun! A dança de Le! "

### Era da big band
Embora Kyser e sua orquestra tenham ganhado fama com o "Kollege of Musical Knowledge" eles eram uma banda de sucesso por direito próprio. Eles tinham 11 discos número um, incluindo algumas das músicas mais populares do final da década de 1930 e início da década de 1940.
Diferentemente da maioria das outras grandes bandas da época, que se concentravam apenas no líder da banda, os membros individuais da banda de Kyser se tornavam estrelas por si só e frequentemente recebiam os holofotes. Alguns dos membros mais populares incluem o vocalista Harry Babbitt, o cornetista Merwyn Bogue (também conhecido como Ish Kabibble), o trombonista Bruce King, o saxofonista Jack Martin (que cantou vocal no hit número um, "Strip Polka"), Ginny Simms (que teve sua própria carreira de atriz e cantora de sucesso após deixar a banda de Kyser), Sully Mason, Mike Douglas (anos antes de se tornar um apresentador de programa de TV popular) e Georgia Carroll.
Carroll, uma modelo e atriz loira, cujo papel mais conhecido foi Betsy Ross em Yankee Doodle Dandy, foi apelidada de "Gorgeous Georgia Carroll" quando se juntou ao grupo em 1943. Dentro de um ano, ela e Kyser se casaram.
Kyser também era conhecido por cantar títulos de músicas, um dispositivo copiado por Sammy Kaye e Blue Barron. Quando a música começou, um dos principais cantores da banda (geralmente Babbitt) cantou a frase-título e, em seguida, o primeiro verso ou dois da música foi tocada instrumentalmente antes que a letra fosse retomada. Várias de suas gravações geraram frases de efeito, como "Louvado seja o Senhor e passe a munição".
Seu grupo teve um grande sucesso com a música "Three Little Fishes". Ele vendeu mais de um milhão de cópias e foi premiado com um disco de ouro pela RIAA.
Durante a Era do Swing, Kyser, Hal Kemp e Tal Henry costumavam se apresentar na cidade de Nova York ou nas proximidades dela, possibilitando uma reunião de músicos da Carolina do Norte. Mais tarde, após a aposentadoria, Kyser e Henry se reuniram para compartilhar memórias do mundo da música.  

### Filmes
Durante o final da década de 1930 e o início da década de 1940, a banda de Kyser apareceu em vários filmes, geralmente como eles mesmos, começando com o sucesso That's Right - Você está errado (1939), Você vai descobrir (1940), Playmates e My Favorite Spy. Alguns dos filmes construíram um enredo em torno da banda. Around the World (1943)  criou ficção às turnês internacionais da banda em campos militares.
Em Carolina Blues (1944), Kyser tem que substituir seu vocalista (Carroll), que fugiu para se casar. Preso em um congestionamento, ele relutantemente contrata a filha de um poderoso proprietário de uma unidade de defesa, interpretado por Ann Miller. Duas das apresentações de performance mais conhecidas da banda ocorreram em 1943, quando apareceram nos filmes Stage War Canteen e Thousands Cheer. Kyser apareceu como um comediante leve; ele atuou com (e foi anunciado acima) John Barrymore no filme final de Barrymore, Playmates (1941). Kyser é o burro de uma farsa em que Barrymore finge ensiná-lo a atuar no drama shakespeariano.  
Kyser também apareceu em um desenho animado Porky Pig, Africa Squeaks (1940). No desenho animado, ele expressou uma caricatura chamada "Cake-Icer", a pedido do diretor Bob Clampett.
Após a guerra, a banda de Kyser continuou a gravar discos de sucesso, incluindo dois com Jane Russell como vocalista. It's All Up to You apresenta vocais de Frank Sinatra e Dinah Shore, embora a participação de Kyser nesta gravação seja contestada, uma gravadora mostrando Axel Stordahl como maestro. Kyser pretendia se aposentar após o fim da guerra, mas os contratos de performance e gravação o mantiveram no show business por mais meia década.
Durante esse tempo, Kyser fez uma aparição em uma história em quadrinhos do Batman.

### Televisão
Em 1949 e 1950, "Kollege of Knowledge Musical, de Kay Kyser" foi ao ar na NBC-TV. Além de Kyser, o programa de TV contou com Ish Kabibble e os vocalistas Mike Douglas, Sue Bennett e Liza Palmer, além do grupo vocal The Honeydreamers e a equipe de dança de Diane Sinclair e Ken Spaulding. Ben Grauer foi o locutor durante a primeira temporada. Sempre o empresário, Kyser reuniu sua banda especialmente para esta série e rapidamente a desfez quando o show terminou. Após um hiato de quatro anos, o "Kollege of Musical Knowledge" foi revivido por Tennessee Ernie Ford, antes do lançamento de seu próprio programa da NBC, The Ford Show, que decorreu de 1956 a 1961.

### Rádio (não musical)
Kyser e Ginny Simms co-estrelaram "Niagara to Reno" (descrito como "uma comédia original") no Silver Theater da rádio CBS em 6 de abril de 1941.

## Vida pessoal
Kyser se converteu à Igreja de Cristo, cientista em algum momento entre 1944 e 1946, apesar de sua mãe ter sido a primeira farmacêutica do sexo feminino em seu país natal. No entanto, ele se interessou pela Ciência Cristã quando a medicina convencional não aliviou seus problemas com artrite. Foi essa artrite que é frequentemente citada como uma das razões pelas quais ele se aposentou de se apresentar em 1950. Na década de 1970, Kyser dirigia o departamento de cinema e televisão da Christian Science Church em Boston. Em 1983, ele se tornou seu presidente, em mandato de um ano. Ele se referiu a ele como "honorário", brincando que não "fora eleito papa nem nada".
No início dos anos 60, vários membros da equipe Kay Kyser (incluindo Kabibble e Simms, mas não o próprio Kyser) se reuniram na Capitol Records para gravar um álbum de novas versões dos maiores sucessos de Kyser. O comediante Stan Freberg, um dos artistas regulares do Capitol, impressionou as introduções originais das músicas de Kay.  

## Família
Kyser e Georgia Carroll permaneceram casados até sua morte. Eles tiveram três filhos.  

## Morte

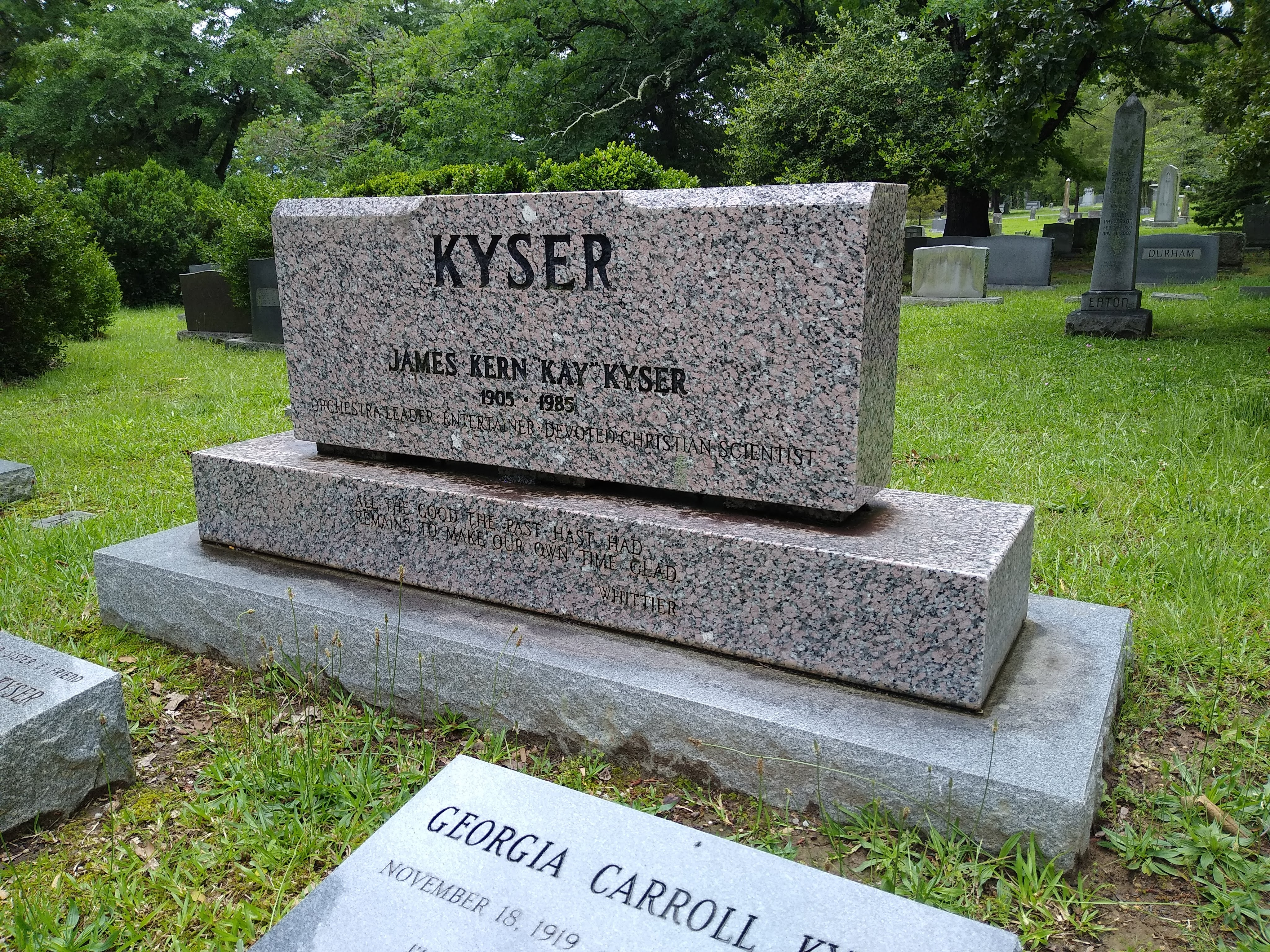
Lápide de Kyser

Kyser morreu de ataque cardíaco em Chapel Hill, Carolina do Norte, em 23 de julho de 1985. Ele foi enterrado no cemitério Old Chapel Hill, em Chapel Hill.

## Legado
Kyser foi introduzido no Hall da Fama da Música da Carolina do Norte em 1999.
A Universidade da Carolina do Norte em Chapel Hill é guardiã de um grande arquivo de documentos e materiais sobre Kyser, que foram doados por sua viúva e disponibilizados ao público em 8 de abril de 2008.
Sua versão da música, "Jingle Jangle Jingle", foi apresentada no videogame de 2010 Fallout: New Vegas.